# Krammer Teréz
V. Krammer Teréz (férjezett nevén Vágó Lipótné) (Pest, 1868. augusztus 2. – Csömör, 1934. június 15.) opera-énekesnő (szoprán).

## Élete
Édesapja postai és távirdai tiszt volt. Hat gyermekéből csak Teréz érte meg a felnőttkort. A Zenekedvelők Egyesületének iskolájábán Bellovics Imre (ének) és Újházi Ede (színészmesterség) tanítványa volt.
1888. június 3-án a lipcsei operában Micaëlaként debütált a Carmenben, majd Elberfeldben és Düsseldorfban énekelt. Vendégként már 1891-ben bemutatkozott az Operaházban Senta (Wagner: A bolygó hollandi) és Erzsébet (Wagner: Tannhäuser) szerepében. A rossz kritikák miatt ekkor még nem szerződtették Budapesten. 1892 és ’95 között a magdeburgi városi színház tagja volt. Itt ismerte meg első férjét, Franz Schmidt (1851–1897) tenoristát. 1893 nyarán egy birtokot vettek Csömörön, a következő évben összeházasodtak. 1895-ben férjét követve szerződött Boroszlóba. 1897. június 8-án Schmidt Csömörön meghalt. Két év múlva Krammer újra férjhez ment, Leopold Weintraub karmesterhez, aki Vágó Lipótra magyarosította nevét, és a magyar fővárosban énektanárként működött.
Krammer Terézt 1899-től 1902 januárjáig a drezdai Semperoperhez kötötte szerződés. Újabb vendégfellépések után 1902. február 1-jén szerződtette a budapesti Opera. Hogy a magyar közönség kedvébe járjon, első fellépésén a Bánk bán Melindáját énekelte. A siker nem maradt el, egy évtizeden át a társulat egyik legkedveltebb szopránja volt. Több szólamkollégájával kellett megküzdenie, pl. Vasquez Itáliával, a lirico-spinto szerepekben Szamosi Elzával, aki főként külsejével hódított.
Budapesti szerződése lejártakor két évre Frankfurt am Mainba szerződött két évre. 1914 januárjától újra Pesten működött, mint a Városi Színház magánénekese. Az első világháború kitörése véget vetett színpadi pályájának. Még egyszer lépett fel az Operában, 1917. március 30-án.
Énekpedagógusi működése 1914-es visszatértekor kezdődött a Nemzeti Zenedében, ahol 1920-ig tartozott a tanári karhoz. 1924-től 1931-ig a Fodor Zeneiskolában oktatott.
1928-ban ünnepelte pályakezdése 40. évfordulóját. Csömörön a település jelentős földbirtokosa lett, elismert gazdálkodó volt.
Legnagyobb sikereit drámai szerepekben, főként Wagner-operákban aratta.
1903 és 1908 között számos gramofonfelvételt készítettek vele Budapesten.

## Szerepei
- Ifj. Ábrányi Emil: Monna Vanna – címszerep
- Eugen d’Albert: Káin – Éva
- Adolf Bungert: Nausikaa – Leukothea
- Luigi Cherubini: A vízhordó – Rosette
- Császár György: A kunok – Margit
- Gabriel Dupont: A kecskepásztor – Amalia
- Erkel Ferenc: Hunyadi László – Szilágyi Erzsébet
- Erkel Ferenc: Bánk bán – Melinda
- Otto Fiebach: A királynő tisztje – Anna
- Umberto Giordano: Fedora – Fedora Romazov hercegnő
- Hermann Goetz: A makrancos hölgy – Katalin; Bianka
- Goldmark Károly: Sába királynője – Szulamit
- Goldmark Károly: Berlichingen Götz – Walldorf Adelheid
- Charles Gounod: Faust – Margit
- Richard Heuberger: Manuel Venegas – Egy leány
- Hubay Jenő: Lavotta szerelme – Ilona
- Engelbert Humperdinck: Jancsi és Juliska – Altató manó; Ébresztő manó
- Ruggero Leoncavallo: Bajazzók – Nedda
- Heinrich Marschner: A vámpír – Janthe
- Pietro Mascagni: Parasztbecsület – Santuzza
- Jules Massenet: A navarrai lány – Anita
- Giacomo Meyerbeer: A hugenották – Valentine; Urbain
- Giacomo Meyerbeer: A próféta – Berta
- Giacomo Meyerbeer: Az afrikai nő – Anna
- Wolfgang Amadeus Mozart: Figaro lakodalma – Barbarina
- Wolfgang Amadeus Mozart: Don Juan – Donna Anna
- Wolfgang Amadeus Mozart: A varázsfuvola – Pamina; Első hölgy
- Victor Neßler: A säkkingeni trombitás – Maria
- Victor Neßler: A hamelni patkányfogó – Regina
- Otto Nicolai: A windsori víg nők – Fluthné; Reich Anna
- Ignacy Jan Paderewski: Manru – Asa
- Giacomo Puccini: Manon Lescaut – címszerep
- Giacomo Puccini: Tosca – Floria Tosca
- Giacomo Puccini: Bohémélet – Mimì
- Rékai Nándor: A nagyidai cigányok – Héla
- William Shakespeare–Felix Mendelssohn Bartholdy: Szentivánéji álom – Tündér
- Bedřich Smetana: Az eladott menyasszony – Mařenka
- Johann Strauss d. S.: A denevér – Rosalinda
- Johann Strauss d. S.: A cigánybáró – Szaffi
- Johann Strauss d. S.: 1001 éj – Leila
- Richard Strauss: Elektra – címszerep
- Franz von Suppé: A szép Galatea – Galatea
- Szabados Béla: Mária – címszerep
- Giuseppe Verdi: A trubadúr – Inez
- Giuseppe Verdi: Aida – címszerep
- Richard Wagner: Cola Rienzi, az utolsó néptribun – Irene
- Richard Wagner: A bolygó hollandi – Senta
- Richard Wagner: Tannhäuser... – Erzsébet; Vénusz
- Richard Wagner: Lohengrin – Brabanti Elza; Első nemesi apród
- Richard Wagner: A nürnbergi mesterdalnokok – Eva
- Richard Wagner: A Nibelung gyűrűje – Brünnhilde; Woglinde; Gutrune; Sieglinde; Freia; Ortlinde; Harmadik norna
- Richard Wagner: Parsifal – Kundry
- Carl Maria von Weber: A bűvös vadász – Agathe; Egy nyoszolyólány
- Carl Maria von Weber: Euryanthe – Bertha
- Carl Maria von Weber: Oberon – Roschana
- Zichy Géza: Nemo – Badinyi Klára
- Zichy Géza: Rodostó – Hesseni Amália Sarolta